# Couple (mathématiques)
Pour les articles homonymes, voir Couple.
En mathématiques, un couple de deux objets est la donnée de ces deux objets dans un ordre déterminé. Le couple des deux objets {\displaystyle a} et {\displaystyle b} est noté {\displaystyle (a,b)}. Si {\displaystyle a} et {\displaystyle b} sont distincts, le couple {\displaystyle (a,b)} est distinct du couple {\displaystyle (b,a)} ; en cela, la notion de couple se distingue de la notion de paire où l'ordre des éléments est indifférent. Pour désigner un couple, les anglophones emploient d'ailleurs ordered pair, c’est-à-dire paire ordonnée.

## Notion de couple
Les objets a et b sont appelés respectivement première composante et deuxième composante du couple {\displaystyle (a,b)}.

### Propriété caractéristique
D'abord introduite comme une notion primitive, l'essence de la notion de couple réside dans la propriété caractéristique suivante :

Deux couples sont égaux si et seulement si leurs premières composantes d'une part, et leurs secondes composantes d'autre part, sont égales entre elles.
En d'autres termes, quels que soient {\displaystyle a_{1},a_{2},b_{1},b_{2}} on a :
{\displaystyle (a_{1},a_{2})=(b_{1},b_{2})} si et seulement si {\displaystyle a_{1}=b_{1}} et {\displaystyle a_{2}=b_{2}}
Cette propriété est à comparer avec l'égalité des paires, pour lesquelles {\displaystyle b_{1}} et {\displaystyle b_{2}}peuvent être permutés par rapport à a1 et a2, ce qui n'est pas le cas pour les couples.
Ceci est confirmé par le corollaire suivant :
Les composantes d'un couple ne peuvent être échangées entre elles sans modifier le couple, sauf si elles sont identiques.
ce que l'on peut exprimer plus formellement par :
(a, b) = (b, a) si et seulement si a = b.
Par conséquent :
- pour un couple {\displaystyle (a,b)} : {\displaystyle b\neq a\implies (b,a)\neq (a,b)};
- pour une paire {\displaystyle \{a,b\}} : {\displaystyle \{b,a\}=\{a,b\}}[note 1].

L'ordre des composantes dans un couple a ainsi de l'importance, d'où la définition :
Si a est différent de b, le couple (b, a) est appelé couple symétrique ou encore couple réciproque du couple (a, b).

### Produit cartésien
L'ensemble de tous les couples dont la première composante appartient à un ensemble quelconque X et la seconde à un ensemble quelconque Y est appelé produit cartésien de ces deux ensembles et se note X×Y. Les sous-ensembles de X×Y sont des graphes.

### Projections
Étant donné un ensemble de couples {\displaystyle C}, l'ensemble des premières composantes des couples de {\displaystyle C} est appelé première projection de {\displaystyle C}, ou projection sur la première coordonnée :
{\displaystyle A=\{x\mid \exists y\;(x,y)\in C\}};
l'ensemble B des secondes composantes des couples de C est appelé seconde projection de C, ou projection sur la seconde coordonnée :
{\displaystyle B=\{y\mid \exists x\;(x,y)\in C\}};

### Exemples
- (1 , 4) et (4 , 4) sont des couples d'entiers.
- Si E = { 1 , 2 , 3 } alors ({ 1 }, { 1 , 3 }) et (Ø, { 1 }) sont des couples de parties de E.

## Les couples en théorie des ensembles
Norbert Wiener fut le premier à remarquer en 1914 que la notion de couple pouvait se définir en termes ensemblistes, et qu'il n'était donc pas nécessaire d'introduire cette notion comme une notion primitive, dès que l'on a la notion d'ensemble. Habituellement, on utilise une représentation des couples due à Kazimierz Kuratowski en 1921 (voir infra). Ce choix est commode, mais n'a rien d'intrinsèque. Une représentation des couples en théorie des ensembles demande :
- la propriété caractéristique des couples ;
- de pouvoir former le produit cartésien de deux ensembles (soit, étant donnés deux ensembles X et Y, il existe un unique ensemble X×Y qui est l'ensemble de tous les couples dont le premier élément appartient à X et le second élément appartient à Y) ;
- de pouvoir montrer que tout ensemble de couples est sous-ensemble d'un certain produit cartésien.

Toutes les propriétés mathématiques utiles se déduisent de ces propriétés.
En fait, dans la théorie des ensembles de Zermelo-Fraenkel, la propriété caractéristique des couples suffit : les deux autres propriétés s'en déduisent par remplacement.

### Les couples de Kuratowski
Les couples sont définis le plus souvent en théorie des ensembles de la façon suivante :
Pour {\displaystyle x} et {\displaystyle y} deux ensembles quelconques, on pose {\displaystyle (x,y)={\bigg \{}\{x\},\{x,y\}{\bigg \}}}.
Pour cette définition on doit utiliser trois fois l'axiome de la paire, d'abord pour former le singleton {x}, puis pour former la paire (ou singleton) {x, y}, et enfin pour former la paire (ou singleton) { {x}, {x, y} }.
On a bien défini la notion de couple de façon unique et satisfaisant la propriété caractéristique, dans une théorie des ensembles qui vérifie l'axiome de la paire et l'axiome d'extensionnalité :
pour tous ensembles {\displaystyle x,y,x'} et {\displaystyle y'}, si {\displaystyle {\big \{}\{x\},\{x,y\}{\big \}}={\big \{}\{x'\},\{x',y'\}{\big \}}} alors {\displaystyle x=x'} et {\displaystyle y=y'}.
Il suffit en effet d'utiliser la condition d'égalité pour deux paires (ou singletons), en distinguant soigneusement tous les cas possibles :
- soit {x} = {x'} et {x, y} = {x', y'}. Alors (égalité des deux singletons) x = x'. D'autre part (égalité des deux paires), soit x = x' et y = y', ce que l'on veut démontrer, soit x = y'  et y = x', mais comme par ailleurs x = x', les 4 éléments sont égaux d'où le résultat ;
- soit {x} = {x', y'} et {x, y} = {x'}. On déduit de ces deux égalités que les 4 éléments sont égaux, d'où le résultat.

Supposons donné un ensemble de couples C. Alors les composantes de C appartiennent à l'ensemble E obtenu par réunion de la réunion des éléments de C, et donc on peut définir par compréhension les deux projections de C, soit l'ensemble A des premières composantes de C, et l'ensemble B de ses secondes composantes 

{\displaystyle E=\cup \cup C\;;\;A=\{x\in E\mid \exists y(x,y)\in C\}\;;\;B=\{y\in E\mid \exists x(x,y)\in C\}}.
Ceci est utile pour définir par exemple l'ensemble de définition ou l'ensemble image d'une relation ou d'une fonction vues comme des ensembles de couples (on utilise l'axiome de la réunion, et le schéma d'axiomes de compréhension).
En utilisant la paire, la réunion, l'axiome de l'ensemble des parties, puis la compréhension, on montre également que, X et Y étant deux ensembles donnés, les couples de Kuratowski dont la première composante appartient à X et la seconde à Y forment un ensemble qui est, pour ce codage, le produit cartésien de X et Y (voir produit cartésien#Représentation en théorie des ensembles). Le schéma d'axiomes de remplacement permet de se passer de l'ensemble des parties.
Toutes les propriétés utiles se démontrent donc dans la théorie des ensembles de Zermelo.

### D'autres représentations des couples
Wiener, en 1914, utilisait la définition suivante des couples : (x, y) = { { {x}, ∅ }, { {y} } }, qui est à peine plus compliquée que celle de Kuratowski.
On peut aussi utiliser (x, y) = {x, {x, y} } mais la preuve de la propriété caractéristique demande l'axiome de fondation. Cette définition a la propriété commode que le couple contient toujours deux éléments, x et {x, y} nécessairement distincts, ce qui n'est pas le cas des couples de Kuratowski ou de Wiener.

### Fonction de couplage
On appelle parfois en théorie des ensembles fonction de couplage une fonction (au sens intuitif, et non au sens de la théorie des ensembles dans laquelle on travaille) qui à deux objets quelconques  x et y, associe un objet (x,y) vérifiant la propriété caractéristique des couples :
{\displaystyle (x,y)=(x',y')\iff (x=x'\wedge y=y')}.
La représentation des couples de Kuratowski ou celle de Wiener fournissent des exemples de fonction de couplage. Les propriétés mathématiques usuelles des couples se déduisent de la propriété caractéristique dans la théorie des ensembles de Zermelo-Fraenkel, indépendamment de la façon dont celle-ci est définie. En particulier :
- pour toute fonction de couplage {\displaystyle x,y\mapsto (x,y)}, le produit cartésien de deux ensembles {\displaystyle X} et {\displaystyle Y}, {\displaystyle X\times Y=\{(x,y)\mid x\in X\wedge y\in Y\}}  est bien un ensemble,
en effet pour chaque {\displaystyle y\in Y\{(x,y)\mid x\in X\}} est un ensemble par remplacement d'où le résultat par remplacement et réunion[8] ;
- pour toute fonction de couplage {\displaystyle x,y\mapsto (x,y)}, la première projection d'un ensemble de couples forme bien un ensemble, de même que la seconde projection,
en effet il suffit d'utiliser le remplacement pour une fonctionnelle associant à un ensemble qui est un couple (au sens de la fonction de couplage) sa première composante (sa seconde pour la seconde projection)[9].

D'après la seconde assertion, tout ensemble de couples est sous-ensemble d'un produit cartésien.

## Le couple en théorie des catégories
Ici, la construction des concepts se fait en sens inverse : le couple est défini à partir du produit cartésien lequel est lui-même défini à partir de fonctions, la notion de fonction vue comme un morphisme se situant donc très en amont dans la théorie des catégories.
Il s'agit là cependant d'une vision particulière et relativement récente de la théorie des catégories, dont la base axiomatique n'est pas encore fixée; dans la plupart des ouvrages les concepts de base utilisés pour les catégories, dont les couples et les fonctions, reposent sur la théorie des ensembles.

## Généralisations
Les triplets peuvent être définis comme vérifiant la propriété caractéristique :
deux triplets sont égaux si et seulement si leurs premières composantes sont égales entre elles, leurs deuxièmes composantes aussi et leurs troisièmes composantes de même.
Un triplet (a, b, c) peut être codé comme (a, (b, c)) soit deux couples imbriqués. Le choix de l'ordre d'imbrication est purement arbitraire. On peut généraliser le procédé de construction à des n-uplets, n étant un entier quelconque.
Pour généraliser à une infinité de composantes, on ne parle plus de n-uplet mais de famille, ou de suite dans le cas dénombrable.